# Fort Sint-Andries (Heerewaarden)

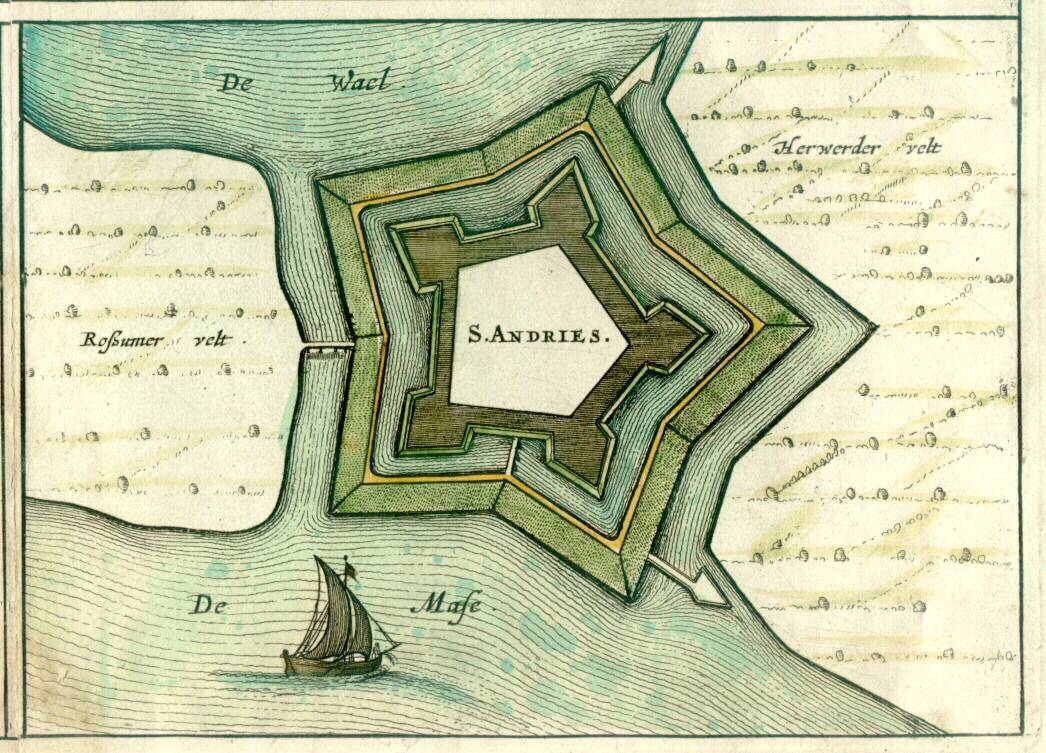
Fort St. Andries door Blaeu in 1649

Het fort Sint-Andries is een voormalig militair fort tussen Maas en Waal bij Heerewaarden. Het fort wordt ook wel Fort Oud Sint Andries genoemd om het te onderscheiden van het westelijker gelegen jongere Fort Nieuw Sint Andries. Het werd tijdens het Beleg van Zaltbommel (1599) in opdracht van Francesco de Mendoza gebouwd door Andreas, kardinaal van Oostenrijk. Andreas werd tijdens de bouw geholpen door zijn broer, de markgraaf van Burgau, en hertog Maurits van Saksen.

## Bouw en schermutselingen

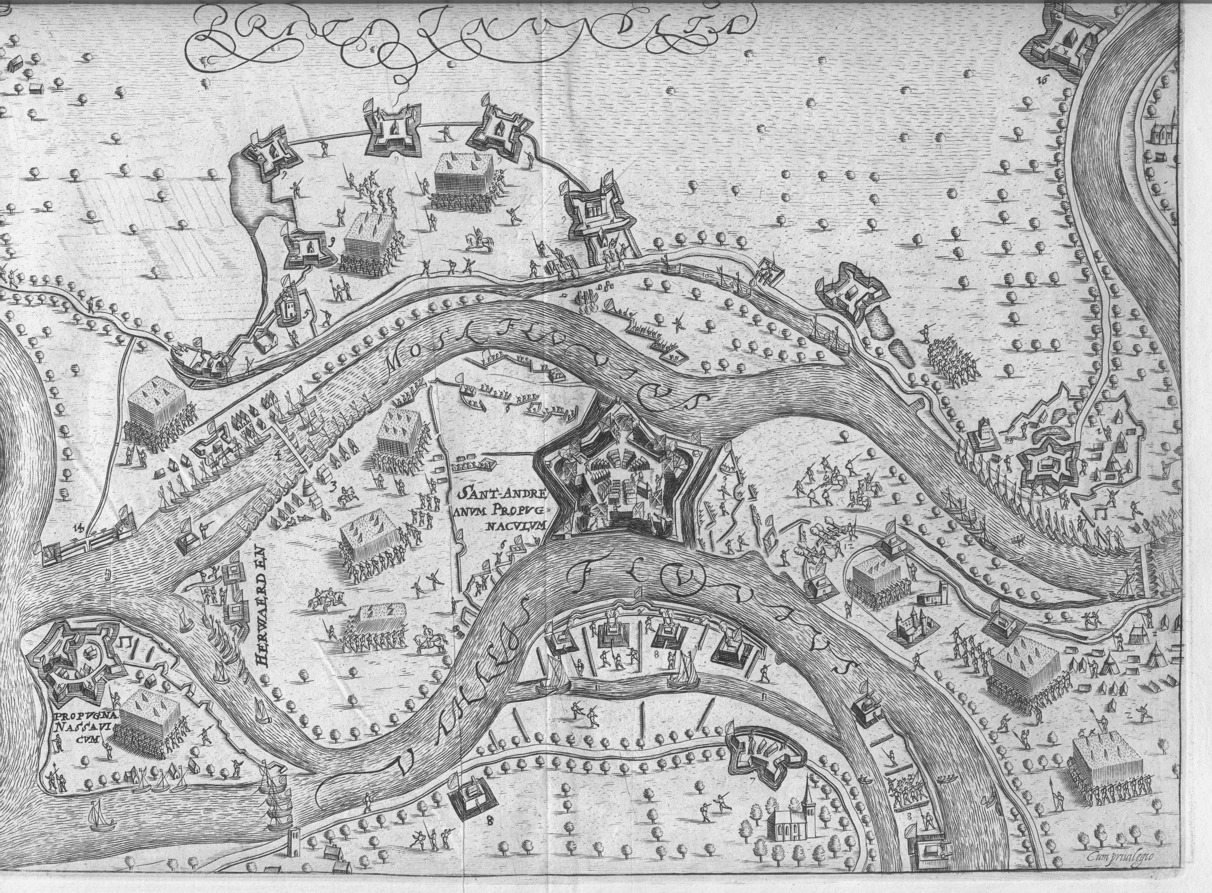
Het beleg van fort St. Andries in 1600

Het fort had de vorm van een vijfhoek. De Spanjaarden kozen juist deze plaats omdat ze van hieruit een perfect uitzicht over het rivierengebied hadden. De bastions kregen de namen: Austria, Burgau, Saksen, Arragon, en Velasco. Binnen het fort werd een kapel gebouwd die werd gewijd aan de apostel Andreas schutsheer van het Bourgondisch kruis. De bouw van het fort ging gebukt onder voortdurende aanvallen van Maurits van Oranje die uiteindelijk een halve maan opwierp bij het nabijgelegen Heerewaarden op 4 juni 1599. De halve maan was amper gereed toen Mendoza 3000 ervaren soldaten stuurde om Maurits te verjagen. Deze vielen de halve maan zo fanatiek aan, dat ze bijna de overwinning behaalden. Doordat er tijdig versterkingen kwamen voor de Staatsen wist Maurits de halve maan te behouden en de Spanjaarden daarna met een verlies van meer dan 300 doden terug te slaan. De schermutselingen bleven de maanden daarna aanhouden, en intussen liet Maurits schansen aanleggen om de bezetting op het fort in bedwang te houden. Mendoza zat intussen niet stil en had 2000 soldaten en 13 kanonnen in stelling gebracht. Door deze patstelling plunderden zowel Spaanse als Staatse troepen ondertussen het Brabantse land, waar de bevolking veel onder te lijden had.

## Muiterij en beleg

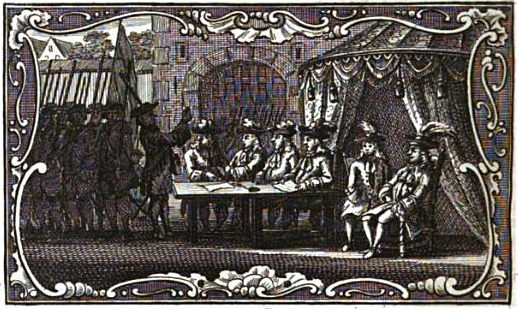
Op 9 mei. Voor de poort van de schans. Voor de vorstelijke tent zitten Prins Maurits en Graaf Willem van Friesland. Aan tafel Frederik Hendrik met zijn luitenant, de Heer van Marquette, en twee commissarissen die de eed afnemen aan voorbijtrekkende soldaten, die als "Nieuwe Geuzen" onder Frederik Hendrik zullen dienen.

Op 16 februari 1600 sloeg de Waalse en Duitse bezetting op St. Andries aan het muiten, wegens een soldijachterstand van drie jaar. Zij verjoegen de officieren en hun gezinnen, en plunderden het gouverneurshuis. Maurits hoorde van de muiterij en zag hierin een buitenkans om het fort in te nemen. Dat zou echter anders blijken. Het Fort Crèvecoeur werd eerst belegerd waarop het bij verdrag op 24 maart overging in Staatse handen. Een groot deel van de bezetting nam daarna dienst bij het Staatse leger. Varambon trachtte met 500 Bourgondische soldaten nog een ontzet uit te voeren, maar werd hard terug geslagen en verloor daarbij 250 man. De bezetting op het fort St. Andries was 2000 man sterk en gaf zich ondanks de muiterij niet over. Maurits belegerde daarop vanaf 26 maart het fort. In april kwam er een tweede poging tot ontzet, ditmaal van Velasco die eveneens succesvol door Maurits werd afgeslagen en Batenburg innam. Intussen waren er al een maand beschietingen vanaf St. Andries en begon de honger toe te slaan, waarop de belegerden in onderhandeling gingen. Voor een bedrag van 500.000 gulden zouden ze het fort overdragen. Maurits bood 125.000 gulden. Dit werd geweigerd en de beschietingen werden herstart. Nadat Maurits met de aanleg van approches was begonnen en op 8 mei stormbruggen gereed had staan, wilden de belegerden opnieuw onderhandelen. Zij wilden akkoord gaan met de aangeboden 125.000 gulden en eveneens in dienst treden van het Staatse leger. Maurits stemde toe. De Walen noemden zich in Staatse dienst de 'Nieuwe Geuzen'. Een woedende Mendoza verklaarde hen als meinedige verraders vogelvrij.

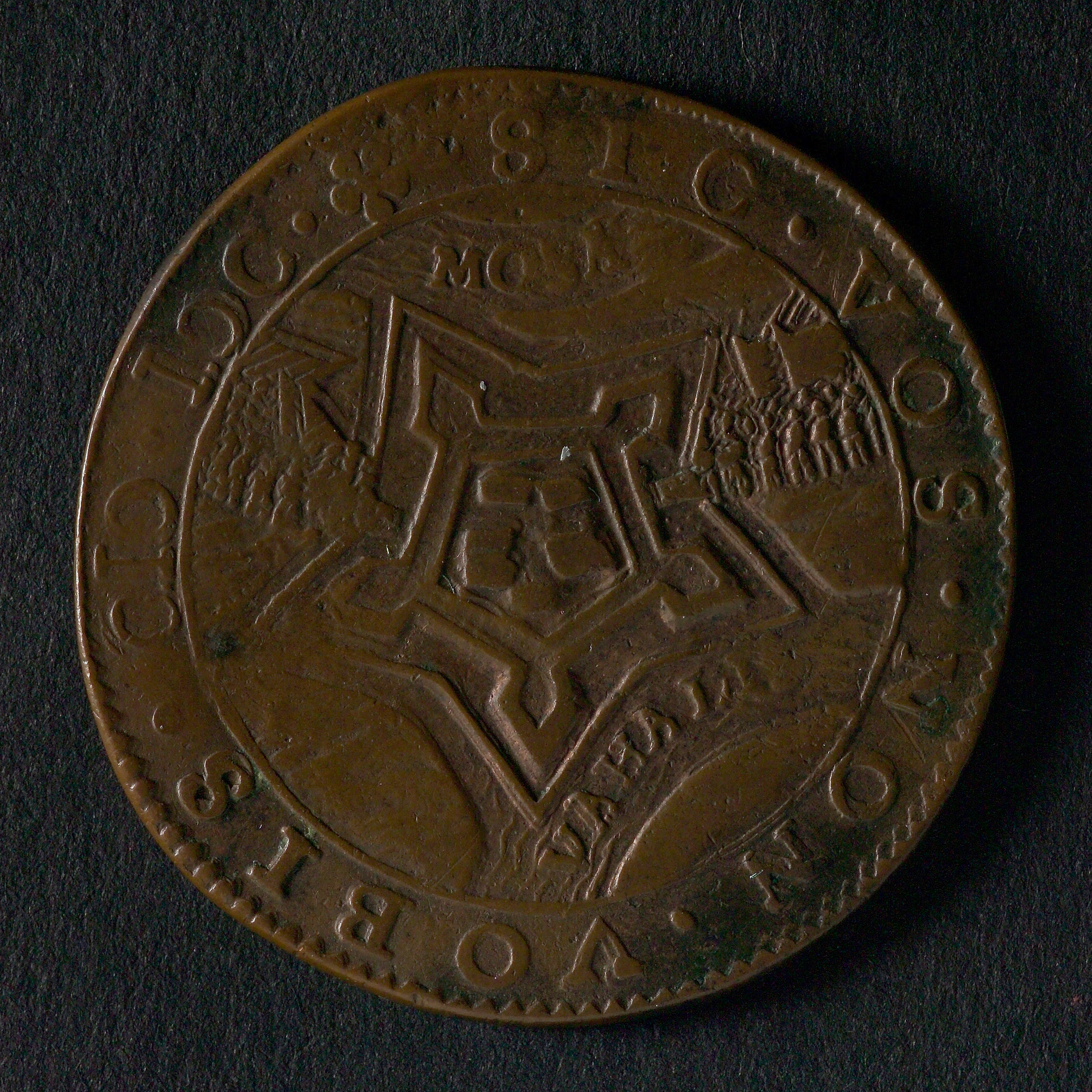
Rekenpenning op de verovering van het Fort St. Andries door Prins Maurits

## Verloop
In 1812 werd dit fort vervangen door een nieuw fort dat een paar honderd meter meer naar het westen werd gebouwd. Dit nieuwe fort werd Nieuw Fort St. Andries of Fort Nieuw Sint Andries genoemd.